# Лапетра, Карлос
Карлос Лапетра Коараса (исп. Carlos Lapetra Coarasa; 29 ноября 1938 в Сарагосе — 24 декабря 1995 в Сарагосе) — испанский футболист, нападающий. Чемпион Европы 1964.

## Карьера
В сезоне 1961/62 он сыграл 17 игр и забил два гола, заняв четвёртое место со своим клубом. В следующем сезоне Лапетра участвовал в финале кубка Испании, но команда проиграла «Барселоне». Несмотря на это поражение, сезон 1962/63 сложился хорошо для клуба. Сарагоса закончила чемпионат пятой, а Лапетра сыграл в 28 матчах и забил 4 гола. В том же сезоне он сыграл первый матч за сборную Испании.
В сезоне 1963/64 Сарагоса выиграла Кубок Испании. Клуб выиграл в том же году Кубок Ярмарок, победив «Валенсию» 2-1. Лапетра был в заявке на Евро-1964 и сыграл 2 игры в плей-офф и в финале. Испания победила сборную СССР и выиграла турнир.
В сезоне 1964/65 Сарагоса заняла третье место в чемпионате, но в финале Кубка Короля потерпела поражение от «Атлетико Мадрид». Лаперта сыграл 28 игр и забил 9 голов. В следующем сезоне он выиграл свой второй Кубок Испании. В этом сезоне клуб занял 4 место, а Лапетра сыграл 27 матчей и забил 2 гола. Единственный гол за сборную забил 27 октября 1965 года в матче против Ирландии.

## Достижения
- Кубок УЕФА: 1963/64
- Кубок Испании: 1963/64, 1965/66
- Чемпионат Европы: 1964